# أوسفالدو فيلوسو دي باروس
أوسفالدو فيلوسو دي باروس (بالبرتغالية: Osvaldo Velloso de Barros‏) الشهير باسم فيلوسو (25 أغسطس 1908 في كورومبا ، البرازيل) لاعب كرة قدم برازيلي معتزل كان يجيد اللعب في مركز حارس مرمى .
شارك مع منتخب البرازيل في بطولة كأس العالم لكرة القدم 1930 التي أقيمت في الأوروغواي وخرج من الدور الأول .

## روابط خارجية
- أوسفالدو فيلوسو دي باروس على موقع الاتحاد الدولي (مؤرشف)  (الإنجليزية)
- أوسفالدو فيلوسو دي باروس على موقع قاعدة بيانات كرة القدم.إي يو (الإنجليزية)